# Baltasar Engonga Edjo’o
Baltasar Engonga Edjo’o est un homme politique équatoguinéen, né le 23 mars 1950 à Mongomo en Guinée équatoriale. Membre influent du Parti démocratique de Guinée équatoriale (PDGE), il est l'un des proches collaborateurs du président Teodoro Obiang Nguema Mbasogo et a occupé plusieurs postes ministériels au sein du gouvernement.

## Biographie

### Enfance, éducation et débuts
Engonga Edjo’o est originaire de Mongomo, région qui a vu naître de nombreux hauts responsables politiques du pays. Il fait partie de la génération de dirigeants ayant émergé au sein du PDGE, le parti unique de facto de la Guinée équatoriale, depuis les premières années du régime d’Obiang.

### Carrière
Engonga Edjo’o occupe dans sa carrière différents postes de responsabilité dans le gouvernement de la Guinée équatoriale. Il a été ministre des Mines et de l'Énergie, puis de ministre de la Santé et des Affaires Sociales. 
Il a également été ministre d'État, chargé des secteurs clés, comme l’Industrie et les Infrastructures, ainsi que le Plan et le Développement économique.
Au sein du PDGE, Engonga Edjo’o contribue à l’élaboration et à la mise en œuvre des grandes orientations politiques du parti.
Baltasar Engonga Edjo’o est président de la commission de la Cemac,.

### Vie privée et controverses
Comme de nombreux responsables politiques équatoguinéens, il fait face à des critiques et à des allégations concernant la gestion des ressources publiques. Il demeure un allié au président Obiang.
Son fils est mêlé en novembre 2024 à l'Affaire Baltasar Ebang Engonga avec la diffusion de sextapes sur les réseaux sociaux.